# Henoch D. Aguiar
Henoch Domingo Aguiar (San Juan, 1871 - Córdoba, 1959) fue un abogado y profesor universitario argentino, intendente municipal de la ciudad de Córdoba entre 1915 y 1917.

## Biografía
Nació en San Juan el 29 de julio de 1871, y sus padres fueron Francisco Aguiar y Juana Camargo. Cursó sus estudios en la Facultad de Derecho y Ciencias Sociales de la Universidad Nacional de Córdoba.
Se desempeñó como juez de primera instancia en lo civil y comercial, en San Juan de 1897 a 1898, y desde ese año, como secretario del juzgado federal de Córdoba hasta 1902. Entre 1898 y 1930 fue profesor de historia en el Colegio Nacional, en 1906, profesor suplente de derecho penal en la Facultad de Derecho y Ciencias Sociales de la Universidad Nacional de Córdoba y, tres años después, de derecho civil en la misma institución.
En 1907 fue ministro de hacienda y obras públicas en la provincia de San Juan, siendo dos años más tarde, secretario del departamento ejecutivo de la municipalidad de la ciudad de Córdoba. Fue concejal en dicha ciudad y presidente del Concejo Deliberante hasta 1915. Al finalizar el mandato del intendente Ramón Gil Barros y quedar pendiente la elección del sucesor a la espera de la entrada en vigencia de la Ley Orgánica Municipal, Aguiar lo sustituyó interinamente.
En julio de 1915 Aguiar fue electo intendente municipal de la ciudad de Córdoba, siendo el primero perteneciente a la Unión Cívica Radical. Renunció el 4 de diciembre de 1917. Entre 1917 y 1930 fue profesor titular de derecho civil en la Facultad de Derecho, desde 1918 integró su consejo, y fue su decano entre 1923 y 1924.
Fue el primer presidente del colegio de abogados de Córdoba (1925-1928), director del instituto de derecho civil de la Universidad de Córdoba de 1935 a 1939, diputado nacional por esa provincia entre 1938 y 1942 y, a partir de 1940, vicepresidente primero de la Cámara de Diputados de la Nación; siendo también, miembro del directorio del Banco de la Provincia de Córdoba y vicepresidente del mismo.
Falleció en la ciudad de Córdoba, el 20 de enero de 1959.